# Albufera d'Anna
L'Albufera d'Anna, també coneguda com l'Albufereta d'Anna o simplement l'Albufera, és un llac d'aigua dolça situat al terme municipal d'Anna (Canal de Navarrés, País Valencià), a un km del nucli urbà.
Està envoltat d'una frondosa vegetació composta de salzes i xops, que rep l'aigua de distints brolladors, alguns dels quals brollen del seu fons aigües cristal·lines, abundant nombrosos ullals que l'alimenten contínuament, a raó de 24.000 litres per minut i proporciona aigua a les 500 hectàrees de camps de cultiu al seu voltant.
La seua extensió és d'uns 180 metres d'est a oest i 300 metres de nord a sud, sent la seua profunditat de 3 metres aproximadament. Al centre del llac hi ha un xicotet illot anomenat popularment "El Merendero", on fan el seu niu ànecs i oques, i al qual es pot accedir amb alguna de les barques que es lloguen.
Aquest paratge és visitat per 75.000 persones cada any.